# Cerastis rufa
Cerastis rufa är en fjärilsart som beskrevs av Tutt 1892. Cerastis rufa ingår i släktet Cerastis och familjen nattflyn. Inga underarter finns listade i Catalogue of Life.